# Monticello (Wisconsin)
Monticello es una villa ubicada en el condado de Green en el estado estadounidense de Wisconsin. En el Censo de 2010 tenía una población de 1.217 habitantes y una densidad poblacional de 397,87 personas por km².

## Geografía
Monticello se encuentra ubicada en las coordenadas 42°44′46″N 89°35′22″O / 42.74611, -89.58944. Según la Oficina del Censo de los Estados Unidos, Monticello tiene una superficie total de 3.06 km², de la cual 3.03 km² corresponden a tierra firme y (0.93%) 0.03 km² es agua.

## Demografía
Según el censo de 2010, había 1.217 personas residiendo en Monticello. La densidad de población era de 397,87 hab./km². De los 1.217 habitantes, Monticello estaba compuesto por el 97.45% blancos, el 0.16% eran afroamericanos, el 0.08% eran amerindios, el 0.82% eran asiáticos, el 0% eran isleños del Pacífico, el 0.58% eran de otras razas y el 0.9% pertenecían a dos o más razas. Del total de la población el 1.97% eran hispanos o latinos de cualquier raza.